# 빅토르 레베데프 (레슬링 선수)
빅토르 니콜라예비치 레베데프(러시아어: Ви́ктор Никола́евич Ле́бедев, 1988년 3월 10일~)는 러시아의 레슬링 선수이다. 2016년 하계 올림픽 남자 자유형 페더급에 참가했으며 세계 선수권 대회에서 금메달 2개, 동메달 2개, 유러피언 게임에서 금메달 1개, 유럽 선수권 대회에서 동메달 1개를 획득했다.